# Tara Leniston
Tara Louise Leniston (ur. 1 maja 1983 w Crawley, Wielka Brytania), irlandzka aktorka z hrabstwa Clare, urodzona w Anglii.